# Aziz (qiyan)
Aziz, död före 822, var en umayyadisk qiyanpoet och -musiker.
Hon var konkubin till emir Al-Hakam I (regent 796–822).
Hon var slav och utbildades till att bli qiyan. Hon beskrivs som en framstående sångerska. Hon valdes ut av kalifen att bli hans konkubin och blev mor till hans barn. 
I klassisk arabisk litteratur nämns Aziz bland annat i Ibn Fadlallah al-Umaris (1301–1349) huvudverk, lexikonet Masālik al-abṣār fī mamālik al-amṣār, i hans kapitel om kända sångarslavar.